# Alain Vigneron
Pour les articles homonymes, voir Vigneron.
Alain Vigneron est un coureur cycliste français, né le 1er septembre 1954 à La Broque.

## Biographie
Il devient professionnel en 1979 et le reste jusqu'en 1987. Il remporte deux victoires. Il a été l'un des lieutenants de Bernard Hinault.
Depuis sa retraite de cycliste professionnel, Alain Vigneron est devenu conseiller technique régional en Alsace. Il est l'initiateur de l'Etape du jour, une course destinée aux jeunes en marge de la Grande Boucle dans la région Alsace.

## Palmarès
- Amateur
  - 1971-1978 : 24 victoires
- 1978
  - 7e étape du Tour de l'Avenir
  - Grand Prix du Val de Villé
- 1980
  - Lauréat de la Promotion Pernod
  - 2e de Blois-Chaville
- 1982
  - Prologue du Tour d'Italie (contre-la-montre par équipes)
- 1983
  - Grand Prix de la côte normande
  - 3e du Grand Prix de Plumelec
  - 10e du Critérium du Dauphiné libéré
- 1984
  - 3e du Grand Prix du Midi libre
- 1985
  - 3e étape du Tour de France (contre-la-montre par équipes)

## Résultats sur les grands tours

### Tour de France
7 participations
- 1980 : 58e
- 1981 : 43e
- 1982 : 35e
- 1983 : 33e
- 1984 : 47e
- 1985 : 44e, vainqueur de la 3e étape (contre-la-montre par équipes)
- 1986 : 95e

### Tour d'Italie
2 participations
- 1982 : 39e, vainqueur du prologue (contre-la-montre par équipes)
- 1986 : 51e

### Tour d'Espagne
1 participation 
- 1983 : 13e